# Liste der Sakralbauten in Forbach (Moselle)
Die Liste der Sakralbauten in Forbach enthält alle Sakralbauten der Stadt Forbach in Lothringen, Frankreich. Wohn- und Nutzbauten, die in ihrem Inneren Andachtsräume enthalten, werden nicht berücksichtigt.
| Abbildung | Name                                     | Adresse / Koordinate                                       | erbaut / genutzt seit | Konfession  | Türme      |
| --------- | ---------------------------------------- | ---------------------------------------------------------- | --------------------- | ----------- | ---------- |
|           | St. Remigiuskirche                       | rue de l’Église (Standort)                                 | 1868                  | kath.       | m          |
|           | L’église protestante                     | rue des Alliés 10 (Standort)                               | 1892                  | prot.-luth. | 37 m       |
|           | Synagoge                                 | (Standort)                                                 | 1835                  | jüdisch     | ohne       |
|           | L’église Notre-Dame du Rosaire           | Marienau, Allée de la Cité des Chalets (Standort)          | 1956                  | kath.       | m          |
|           | L’église Saint-Joseph                    | Bruch, Allée des Cèdres (Standort)                         |                       | kath.       | m          |
|           | L’église Sainte-Croix                    | Creutzberg, rue Pilâtre de Rozier (Standort)               |                       | kath.       | m          |
|           | L’église du Christ-Roi                   | Bellevue, rue de Bellevue (Standort)                       | 1960                  | kath.       | ohne       |
|           | L’église Notre-Dame du Wiesberg          | Wiesberg, Place des Tilleuls (Standort)                    | 1965                  | kath.       | m          |
|           | Chapelle Notre-Dame du Perpétuel Secours | rue de la chapelle (Standort)                              | vor 1785              | kath.       | m          |
|           | Chapelle Sainte-Croix                    | Chemin de la Chapelle Sainte-Croix (Standort)              | 13. Jh.               | kath.       | Dachreiter |
|           | L’église Néo-Apostolique                 | 6a, rue du Général Houchard (Standort)                     |                       | Neuapost.   | ohne       |
|           | Chapelle Sainte-Barbe                    | Im Garten der Adt’schen Villa, rue Sainte-Croix (Standort) |                       | ?           | ohne       |